# اسوتان گنف
تسوتان گنف (انگلیسی: Tsvetan Genev; ۱۳ نوامبر ۱۸۹۸ – ۴ مارس ۱۹۴۵) بازیکن فوتبال اهل بلغارستان بود.
از باشگاه‌هایی که در آن بازی کرده‌است می‌توان به باشگاه فوتبال لفسکی صوفیه اشاره کرد.
وی همچنین در تیم ملی فوتبال بلغارستان بازی کرده‌است.